# Wimpi
Arthur García Núñez, más conocido como Wimpi (Salto, 12 de agosto de 1906 - Buenos Aires, 9 de septiembre de 1956), fue un periodista, humorista y narrador uruguayo.

## Biografía
Su seudónimo Wimpi fue un homenaje al gordito Wimpy, comedor serial de hamburguesas, coprotagonista de las historietas y dibujos animados de Popeye el marino.
Trabajó en los diarios El Plata y El Imparcial, y en la revista humorística Peloduro. La masiva difusión se la dio la radio, donde decía sus incisivos textos. Comenzó en Radio Carve en 1936, cuando adoptó el seudónimo con el que se hizo famoso. Realizó libretos radiales para actores. Fue el descubridor de Juan Carlos Mareco, «Pinocho», quien siempre lo reconoció, agradecido, como su mentor artístico.
Radicado en Buenos Aires desde 1940 colaboró con Noticias Gráficas, el diario Clarín y Radio El Mundo. Publicó tres libros de cuentos humorísticos, entre ellos, en 1952, "El gusano loco", publicado por la editorial Borocaba y posteriormente reeditó Freeland, con cuyo sello aparecieron además "Los cuentos del viejo Varela" -divertido relatos en que se toma en broma los saberes populares por lo general atribuidos a los gauchos- y luego de su muerte varios otros títulos que el escritor había desechado, como libros de cuentos y recopilaciones de textos radiales. También se editaron discos con sus cuentos para niños en su propia voz.Tras el golpe de Estado de 1955 sufriría una fuerte censura y sería arrestado durante tres semanas lo que perjudicó su salud, a consecuencia de los malos tratos y torturas sufridas en su arresto fallecería meses después.
Falleció a los cincuenta años de edad, el 9 de septiembre de 1956, víctima de un accidente cardíaco.

## Discografía
- Disco del padre (Clave 81004) 1963
- Wimpi por Wimpi: Feliz año nuevo (Ayuí / Tacuabé a/s6. 1972)
- Palabras al padre (Orfeo 90061. Reedición de 'Disco del padre'. 1974)